# Ribes hirtum
Ribes hirtum là một loài thực vật có hoa trong họ Grossulariaceae. Loài này được Willd. ex Roem. & Schult. miêu tả khoa học đầu tiên năm 1819.